# Calidris pusilla
Il gambecchio semipalmato (Calidris pusilla, Linnaeus 1766) è un uccello della famiglia degli Scolopacidae.

## Sistematica
Calidris pusilla non ha sottospecie, è monotipico.

## Distribuzione e habitat
Questo uccello vive in tutto il Nord America e in Sud America (esclusa la Bolivia). È di passo in Germania, Danimarca, Francia, Spagna, Portogallo, Regno Unito, Irlanda, Svezia, Islanda, Albania, Paesi Bassi e Marocco. Di rado visibile anche in Italia.